# Gaius Trebonius
Gaius Trebonius (90 v.Chr. - 43 v.Chr.) was een Romeins militair en politicus. Tijdens de burgeroorlog tussen Pompeius en Caesar was hij een onderbevelhebber van Julius Caesar, maar na de burgeroorlog was hij een van de samenzweerders die op 15 maart 44 v.Chr. een dodelijke aanslag op Julius Caesar pleegden.
Trebonius was de zoon van een Eques (Romeins ridder) en was de eerste man in zijn familie de Romeinse Senaat diende (novus homo). Hij bekleedde het ambt van quaestor rond 60 v.Chr. en was volkstribuun (tribunus plebis) in 55 v.Chr.. In dat jaar zorgde hij er met zijn lex Trebonia voor dat de consuls Crassus en Pompeius het beheer over respectievelijk de provincies Syria en Hispania Citerior en Ulterior verkregen, en dat Julius Caesars termijn als gouverneur van Gallië en Illyrië werd verlengd. Hiervoor werd hij door Caesar benoemd tot een van zijn commandanten (legati) tijdens de Gallische Oorlog.
Trebonius leidde in 49 v.Chr. tijdens de burgeroorlog het Beleg van Massilia. In 48 v.Chr. werd hij praetor en een jaar later werd hij benoemd tot propraetor van Hispania Ulterior, maar hier werd hij verjaagd door aanhangers van Pompeius. Caesar stelde hem in 45 v.Chr. aan als consul suffectus. Ondanks dit alles nam hij deel aan de samenzwering tegen Caesar. Op 15 maart 44 v.Chr. werd de vergadering van de senaat gehouden in het Theater van Pompeius. De Curia Julia op het Forum Romanum was op dat moment namelijk buiten gebruik vanwege de gevolgen van een brand. Trebonius hield Marcus Antonius buiten bezig, terwijl Caesar naar binnen ging. De samenzweerders trokken hun dolken en vermoordden Caesar. Trebonius werd proconsul van Asia in 43 v.Chr.. Nadat hij had geweigerd Publius Cornelius Dolabella, de gouverneur van Syria, in Smyrna toe te laten liet deze Trebonius vermoorden.